# Carlos Magistral
Carlos María Magistral (nacido en Rosario el 16 de noviembre de 1955) es un exfutbolista argentino. Se desempeñaba como marcador de punta derecho y fue campeón de la Primera División de Argentina vistiendo la casaca de Rosario Central.

## Carrera
Carlos Magistral se formó como futbolista en las divisiones juveniles de Rosario Central; al llegar a la edad de integrar el plantel de primera, fue cedido a préstamo a Atlético Tucumán, con el que disputó el Nacional 1976.
Con el retorno a la conducción técnica del canalla de Carlos Griguol, Magistral fue incorporado definitivamente al plantel mayor de Rosario Central. Aun así, se le dificultó lograr titularidad hasta la ida del uruguayo José Jorge González, dueño del puesto de marcador de punta derecha durante doce años. En 1980, y bajo la dirección técnica de Ángel Tulio Zof, integró el plantel campeón del Nacional 1980.
Su único gol con la camiseta de Rosario Central lo convirtió el 12 de octubre de 1977 y sirvió para derrotar a Racing Club, en cotejo válido por la 37.ª fecha del Metropolitano. Dejó la Academia luego de haber vestido la casaca auriazul en 30 oportunidades.
Continuó su carrera en Loma Negra de Olavarría, con el que disputó el Nacional 1981 y en Renato Cesarini, para el que jugó los Nacionales 1982 y 1983.

## Clubes
| Club             | País      | Año       |
| ---------------- | --------- | --------- |
| Atlético Tucumán | Argentina | 1976      |
| Rosario Central  | Argentina | 1977-1980 |
| Loma Negra       | Argentina | 1981      |
| Renato Cesarini  | Argentina | 1982-1983 |

## Palmarés
| Título           | Equipo                | País      | Año    |
| ---------------- | --------------------- | --------- | ------ |
| Primera División | C. A. Rosario Central | Argentina | N-1980 |